# Младоафганцы
Младоафганцы — национально-патриотическое движение в Афганистане, зародившееся в начале XX века в кругах прогрессивных афганских чиновников, офицеров, либеральных помещиков и купечества.
Возникло на волне революционного подъёма начала 20 века в мире и особенно — в азиатских странах (Революция 1905—1907 годов в России, иранская революция 1905—1911, младотурецкая революция 1907—1908, революционный подъём 1905—1909 в Индии, Синьхайская революция в Китае и т. д.). Несмотря на то, что Афганистан был слаборазвитой страной в политическом и социально-экономическом отношении по сравнению с этими странами, в нём также значительно активизировались антифеодальные, реформаторские элементы, противники реакционного режима, насаждавшегося правительством эмира Хабибуллы. Одним из главных идеологов «младоафганцев» был издатель одной из первых афганских газет «Сирадж-уль-Ахбар» Махмуд Тарзи. Младоафганцам симпатизировал и сын эмира Аманулла. Цели младоафганцев включали полную независимость страны и проведение внутренних реформ, которые бы ускорили развитие капиталистических отношений.
Младоафганцы не имели своей политической организации, не были партией в полном понимании этого слова, оставаясь узкой политической группировкой единомышленников.
В феврале 1919 года в Афганистане к власти пришел симпатизировавший младоафганцам Аманулла-хан, начавший политику реформ. Однако режим, сложившийся при Аманулла-хане, по своей политической сути, не мог считаться «младоафганским», хотя в системе власти целый ряд ответственных постов занимали искренние реформаторы и прогрессисты.